# Como dice el dicho
Como dice el dicho es una serie de antología mexicana producida por Genoveva Martínez y creada por Vittoria Zarattini y José Antonio Olvera para la cadena Televisa desde 2011 hasta 2025. 
La serie narra diversas historias donde se selecciona un dicho y una temática que se aplican a situaciones de la vida real, como la violencia familiar, la crisis económica, el crecimiento personal, los videojuegos, el cosplay, el cutting, la dignidad de las mujeres, la homosexualidad, entre otros.
El programa levanta el premio anual de la mujer y publicidad en 2011 por el episodio El momento más oscuro es antes del amanecer, Dirigido por Emmanuel Duprez, que retrata sin tapujos el mundo de la violencia intrafamiliar y plantea una solución viable a este tipo de conflictos.
El galardón fue entregado en el Palacio Municipal, es otorgado por el Gobierno Municipal de la ciudad de Guadalajara, el Instituto de las Mujeres en la ciudad y el Consejo Nacional para Prevenir la Discriminación, por una cultura de equidad en los medios de comunicación.
En noviembre de 2024 se anunció que la serie llegaría a su fin después de 14 temporadas, finalizando el 31 de enero de 2025 con el episodio Habla siempre lo que debas y calla siempre lo que puedas.

## Historia
La serie se desarrolla en la Ciudad de México, principalmente en una cafetería llamada "El Dicho", propiedad de Don Tomás, donde recibe ayuda de su nieta Isabel (Temporadas 1-4) y sus empleados Poncho (Temporadas 1-5) y Marieta (Temporada 4-presente). Los episodios generalmente se centran en los clientes que, la mayoría de las veces, enfrentan un problema muy serio.
A lo largo del episodio, un dicho está escrito en una de las paredes blancas de la cafetería, ya sea por Don Tomás, uno de sus empleados o por un cliente. El dicho que se escribe usualmente describe la situación de lo que está sucediendo en el momento particular en que está escrito.

## Producción

### Rodaje
A diferencia de muchas producciones de Televisa, Como dice el dicho se filma en diferentes partes de la Ciudad de México. Seis episodios se toman por semana; dos episodios se filman simultáneamente. Las escenas de la cafetería en la primera temporada y los primeros episodios de la segunda temporada se filmaron en la colonia Condesa en la alcaldía de Cuauhtémoc. Desde la segunda temporada, las escenas de las cafeterías se filman en la colonia Anzures en la alcaldía de Miguel Hidalgo. El equipo generalmente filma en la cafetería una o dos veces por semana. Los primeros dos episodios de la cuarta temporada fueron filmados en Zacatlán, Puebla, que fue la primera vez que la serie filma episodios fuera de la Ciudad de México. Los primeros dos episodios de la quinta temporada fueron filmados en resolución 4K de ultra alta definición.

### Música
La canción original de la serie se llama Como dice el dicho y es interpretada por el cantante mexicano Mané de la Parra; la versión realizada por de la Parra se usó para la primera y tercera temporada. El mismo tema fue utilizado para la segunda temporada, pero fue interpretado por el cantante Jass Reyes. Para la cuarta temporada, se utilizó una nueva canción interpretada por Marco Di Mauro como tema principal de la serie; esta canción también se llama del nombre homónima. Para la quinta y sexta temporada, la canción original volvió y fue interpretada por Mané de la Parra y Margarita la Diosa de la Cumbia. Para la séptima temporada, la canción es interpretada por Mane de la Parra y por la banda mexicana La Original Banda El Limón. Para la octava temporada, la canción volvió y fue interpretada por Mane de la Parra y por el cantante mexicano Mario Bautista. En la novena y actual temporada, es interpretada por de la Parra y Merenglass.

## Elenco

### Reparto y personajes
| Actor           | Personajes    | Temporadas | Temporadas | Temporadas | Temporadas | Temporadas | Temporadas | Temporadas | Temporadas | Temporadas | Temporadas | Temporadas | Temporadas | Temporadas |
| Actor           | Personajes    | 1          | 2          | 3          | 4          | 5          | 6          | 7          | 8          | 9          | 10         | 11         | 12         | 13         |
| --------------- | ------------- | ---------- | ---------- | ---------- | ---------- | ---------- | ---------- | ---------- | ---------- | ---------- | ---------- | ---------- | ---------- | ---------- |
| Sergio Corona   | Tomás León    | Principal  | Principal  | Principal  | Principal  | Principal  | Principal  | Principal  | Principal  | Principal  | Principal  | Principal  | Principal  | Principal  |
| Wendy González  | Isabel León   | Principal  | Principal  | Principal  | Principal  |            | Flashback  |            |            |            |            |            |            |            |
| Michael Ronda   | Poncho        | Principal  | Principal  | Principal  | Principal  | Recurrente |            |            |            |            |            |            |            |            |
| Alan Slim       | Miguel        |            |            |            | Recurrente |            |            |            |            |            |            |            |            |            |
| Brisa Carrillo  | Marieta       |            |            |            | Recurrente | Principal  | Principal  | Principal  | Principal  | Principal  | Principal  | Principal  |            |            |
| Benny Emmanuel  | Pato          |            |            |            |            | Principal  | Principal  | Principal  | Principal  | Principal  | Principal  | Principal  | Flashback  |            |
| Mario Bautista  | Mario         |            |            |            |            | Recurente  |            |            |            |            |            |            |            |            |
| Fernanda Sasse  | Lupita        |            |            |            |            |            | Principal  | Principal  | Principal  |            |            |            |            |            |
| Héctor Sandarti | Ramón León    | Invitado   | Invitado   |            | Invitado   |            | Principal  | Principal  |            |            |            |            |            |            |
| Pepe Valdivieso | Pepe          |            |            |            |            |            |            |            |            | Principal  | Principal  | Principal  | Principal  | Principal  |
| Nuria Gil       | Nuria         |            |            |            |            |            |            |            |            |            |            |            | Principal  | Principal  |
| Omar Fierro     | Pedro Quivera |            |            |            |            |            |            |            |            |            |            |            | Principal  | Principal  |

## Premios y nominaciones

### Premios TVyNovelas
| Año  | Categoría                                      | Resultados |
| ---- | ---------------------------------------------- | ---------- |
| 2019 | Mejor programa de entretenimiento o variedades | Nominada   |
| 2018 | Mejor programa de entretenimiento o variedades | Nominada   |
| 2017 | Mejor programa de entretenimiento o variedades | Ganador    |
| 2016 | Mejor programa de entretenimiento o variedades | Ganadora   |
| 2015 | Mejor programa de entretenimiento o variedades | Ganadora   |
| 2014 | Mejor programa de entretenimiento o variedades | Nominada   |
| 2013 | Mejor programa de entretenimiento o variedades | Nominada   |

### Premios Bravo
| Año  | Categoría                                 | Nominados         | Resultado |
| ---- | ----------------------------------------- | ----------------- | --------- |
| 2014 | Mejor programa unitario                   | Genoveva Martínez | Ganadora  |
| 2014 | Mejor primer actor                        | Marco Uriel       | Ganador   |
| 2014 | Mejor primera actriz                      | Luz María Jerez   | Ganadora  |
| 2014 | Mejor actuación masculina                 | Julio Casado      | Ganador   |
| 2014 | Mejor actuación femenina                  | Tiaré Scanda      | Ganadora  |
| 2015 | Mejor programa unitario                   | Genoveva Martínez | Ganadora  |
| 2015 | Mejor primer actor en programa unitario   | Luis Bayardo      | Ganador   |
| 2015 | Mejor primera actriz en programa unitario | Maricruz Nájera   | Ganadora  |

### Copa Televisa
| Año  | Categoría        | Programa           | Resultado |
| ---- | ---------------- | ------------------ | --------- |
| 2013 | Programas varios | Como dice el dicho | Ganadora  |

### Premio anual de la mujer y publicidad
| Año  | Categoría               | Programa           | Resultado |
| ---- | ----------------------- | ------------------ | --------- |
| 2011 | Mejor programa unitario | Como dice el dicho | Ganadora  |